# Haval H2s
Haval H2s ― субкомпактний кросовер, що вироблявся Great Wall Motor з 2016 по 2019 роки та був замінений Haval Jolion. 

## Огляд
H2s позицінується трохи вище субкомпактного H2. Як і інші кросовери Haval в той час, H2s пропонувався з версіями Red Label та Blue Label.  Варіації мають різні стилі передньої та задньої частини автомобіля, щоб націлити на різні цільові групи споживачів.
Haval H2s оснащений тим же 1,5-літровим чотирициліндровим двигуном потужністю 110 кВт та 210 Нм, що і у H2. Коробка передач - семиступенева КПП із подвійним зчепленням від Getrag.
Haval H2s був оновлений у 2018 році, і версії з червоними та синіми лого були скасовані та замінені моделлю з звичайним чорним логотипом. Модель після рестайлінгу має нову решітку радіатора, але всього через рік H2s було знято з виробництва.

## Двигун
- 1,5 л 4G15 I4 110 кВт 210 Нм

## Галерея

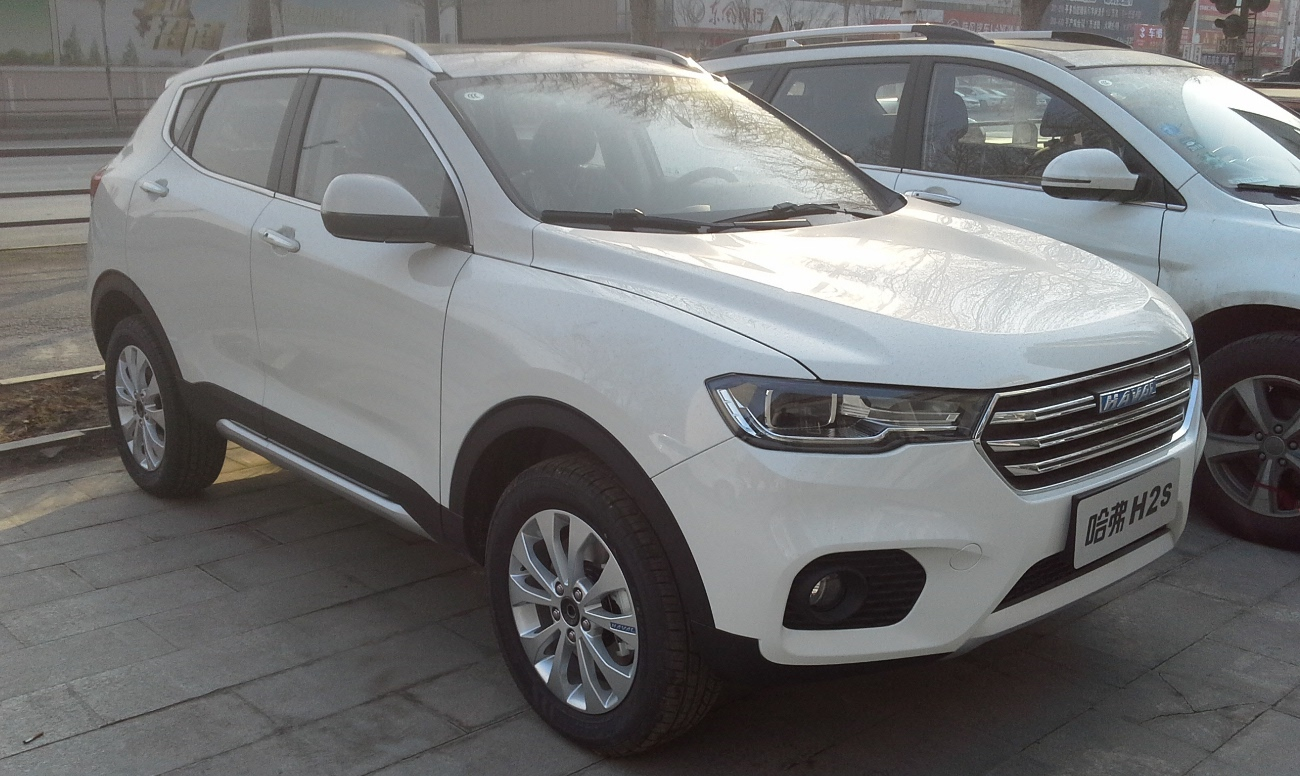
Haval H2s Blue Label
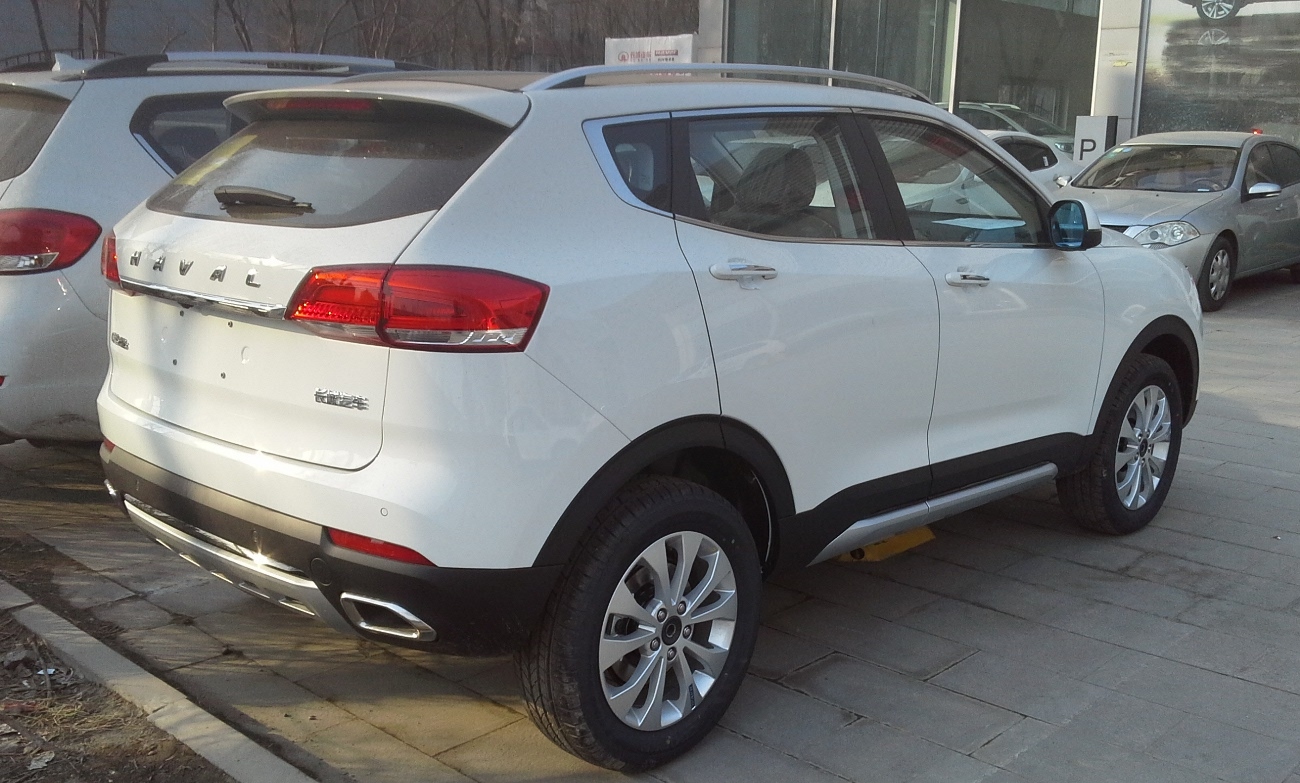
Haval H2s Blue Label
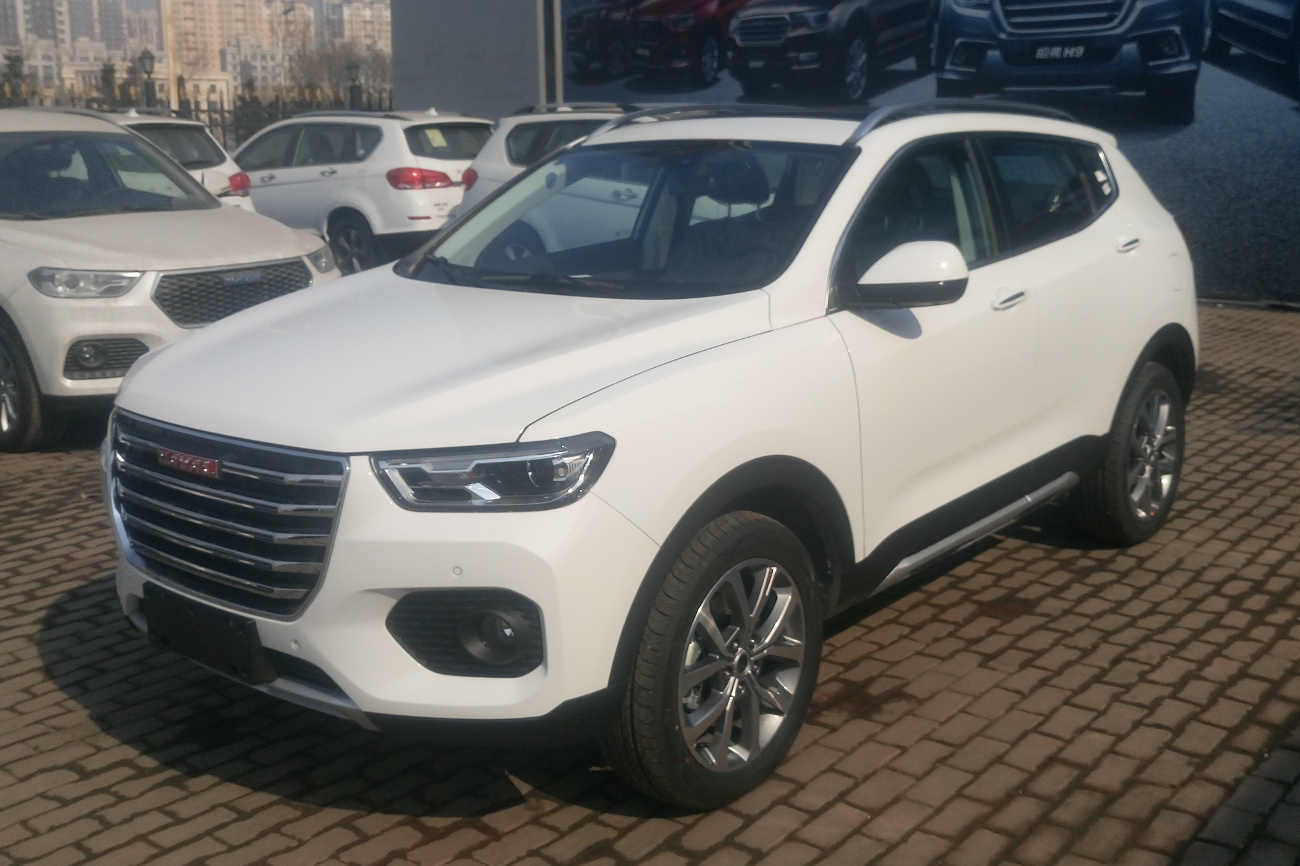
Haval H2s Red Label
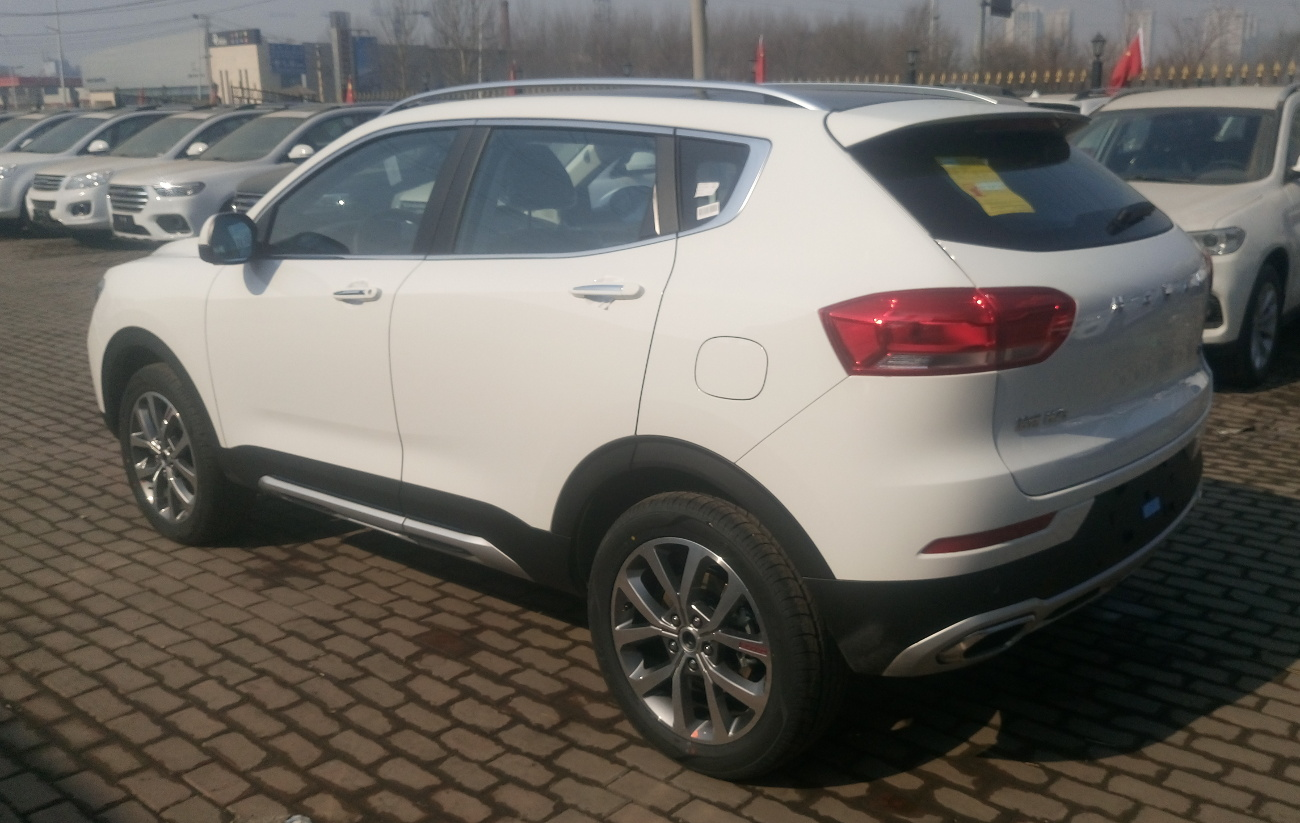
Haval H2s Red Label
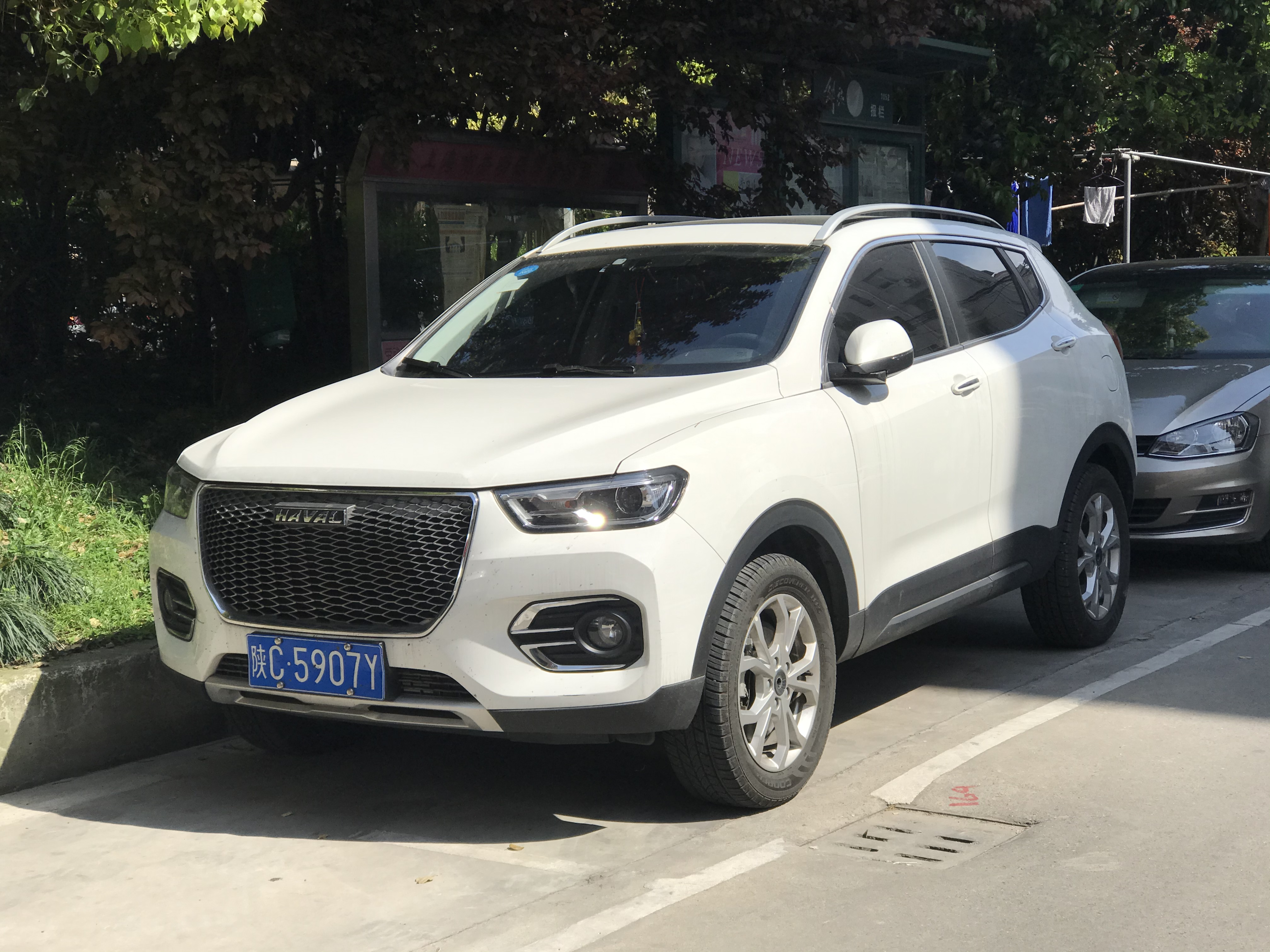
Haval H2s (рестайлінг 2018)